# Le Fourcy
Le Fourcy byl nevěstinec v Paříži. Nacházel se v ulici Rue de Fourcy ve 4. obvodu. Nevěstinec byl uzavřen v důsledku zákazu veřejných domů ve Francii v roce 1946. Le Fourcy byl nejznámější hromadný nevěstinec v Paříži, tzv. maison d'abattage (česky jatka), kde dívky obsloužily až 50 zákazníků za den.